# Testa o croce

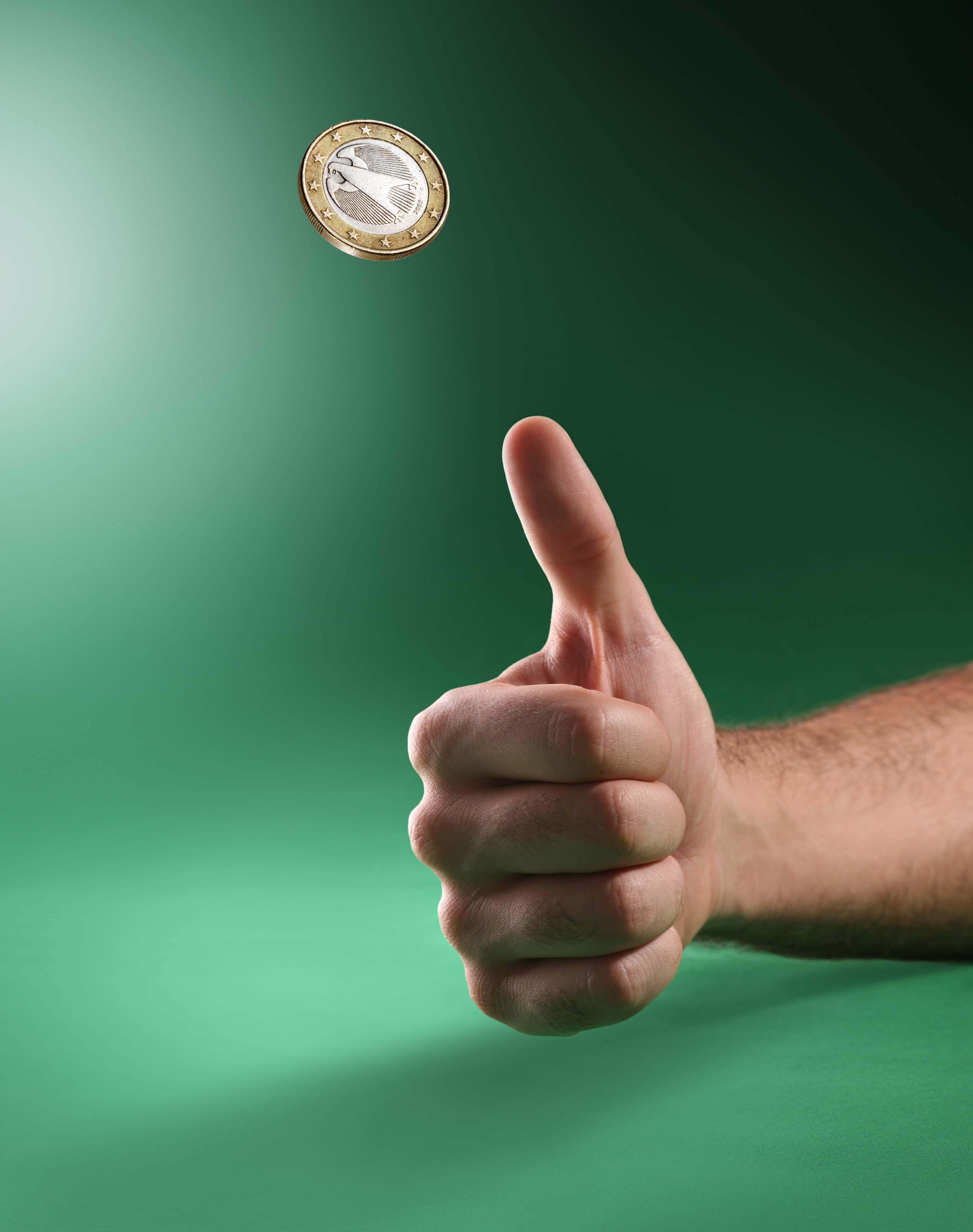
Il lancio della moneta

Testa o croce è il nome popolare con cui si definisce la tecnica utilizzata per selezionare una scelta tra due possibili, con uguale probabilità, utilizzando una moneta. Essa consiste semplicemente nell'associare a priori le due scelte possibili alle due facce della moneta, quindi nel lanciare quest'ultima in aria, e considerare estratta la scelta relativa alla faccia mostrata dalla moneta dopo la caduta. Sono comuni anche delle semplici varianti, che consistono ad esempio nell'afferrare la moneta al volo dopo il lancio, coprirla con le mani e voltarla prima di scoprire la faccia.
Talora, ci si riferisce anche al gioco del testa o croce, che consiste semplicemente nello scommettere su una delle due facce, e quindi nell'effettuare l'estrazione.
Nelle monete solitamente si fa coincidere la testa con il dritto della moneta, che tradizionalmente raffigurava un volto (anche se questo può mancare, e può essere sostituito da un altro simbolo), e la croce con il rovescio, che spesso riporta il valore nominale della moneta.
L'estrazione con la tecnica del testa o croce è frequentemente usata in ambito sportivo. Ad esempio, prima degli incontri di calcio, è d'uso lanciare una moneta per decidere come assegnare le due metà campo alle squadre; in passato, nelle competizioni ad eliminazione diretta, l'esito stesso degli incontri conclusi in parità veniva deciso in base al lancio della moneta.

## Origini

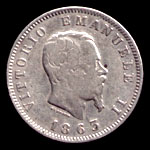
1 lira del 1863: la faccia raffigurante "testa"

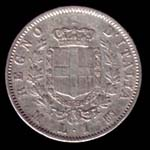
1 lira del 1863: la faccia raffigurante "croce"

Il termine "testa o croce" deriva dalle sagome che erano frequentemente utilizzate sulle facce di molte monete (appunto, una testa ed una croce). Questo sistema di estrazione è comune in molte culture, con un nome generalmente derivante dalle raffigurazioni sulle facce dei conii dei singoli paesi. Nell'antica Roma, il testa o croce veniva praticato come gioco, ed era denominato navia aut capita (nave o testa), perché le monete recano su un lato la testa di Giano bifronte e sull'altro la prua di una galea. È nel 754 che l'imperatore iconoclasta Costantino V fece sostituire l'effige di Cristo con una croce, mentre restava sull'altro lato della moneta l'immagine del sovrano; da qui deriva la locuzione utilizzata in italiano. Analogamente, la locuzione inglese heads or tails (letteralmente “teste o code”) deriva probabilmente dalla moneta da dieci pence, su cui erano rappresentate la faccia del monarca regnante sul dritto, ed un leone araldico con la coda ritta sul rovescio. In Germania, il sistema è chiamato Kopf oder Zahl (letteralmente “testa o numero”), poiché generalmente sul rovescio della moneta era indicato il valore della stessa. In Irlanda, si usa il nome heads or harps (teste o arpe), dal momento che questo strumento musicale è spesso rappresentato sulle monete (anche sull'attuale euro irlandese). Analogamente, in Brasile il testa o croce è detto cara ou coroa (faccia o corona), in Messico águila o sol (aquila o sole), in Russia орёл или ре́шка (orël ili reška, aquila o simbolo sul verso), in Svizzera e ad Hong Kong 公定字 (testa o parola, infatti sul conio di Hong Kong, il valore delle monete è scritto per esteso).
Le origini del testa o croce sono molto lontane nel tempo. Già nell'antica Grecia troviamo l'"Ostrakinda" (gioco del coccio, o della conchiglia) un passatempo per ragazzi. Due avversari coloravano la faccia esterna di una conchiglia di nero, e lasciavano bianca quella interna. Uno dei due lanciava quindi in aria la conchiglia, mentre l'altro doveva indovinare quale faccia (nera o bianca, la formula greca era "nyx kai hemera", giorno o notte) essa mostrasse una volta a terra.

## Lanci multipli
È possibile utilizzare questa tecnica per estrarre con uguale probabilità tra più possibili scelte, purché esse siano una potenza di due (come 2, 4, 8, 16 etc). Per estrarre da 2n possibili opzioni, sarà infatti sufficiente lanciare n volte la moneta, e associare (a priori) ciascun'opzione a una successione di lunghezza n di teste e di croci.
Dal punto di vista matematico, è interessante studiare gli esiti di una serie infinita di lanci della moneta. Un modello tipico per studiare tale sistema è quello dello schema di Bernoulli, in cui si studiano sequenze infinite di variabili casuali indipendenti. Infatti la semplicità del modello ha consentito di introdurre nozioni matematiche, come quella di entropia, poi generalizzate a sistemi più complessi.

## Testa o croce nella cultura
Testa o croce è divenuto un modello di casualità per antonomasia, vista appunto la natura aleatoria del risultato del lancio della moneta. Nella cultura popolare espressioni come è un testa o croce, riferite ad esempio ad un evento, sono utilizzate per rimarcare la forte imprevedibilità dello stesso, spesso in connessione ai rischi relativi a tale mancanza di certezza. Proprio in riferimento a tale idea di casualità, sono state prodotte numerose pellicole dal titolo Testa o croce:
- Testa o croce, di Joseph M. Newman, del 1961 (il titolo originale è tuttavia The George Raft Story)
- Testa o croce, di Piero Pierotti, del 1969.
- Testa o croce, di Nanni Loy, del 1982.
- Heads or tails ("teste o croci"), di Joey McAdams, attualmente in produzione.